# Policistična bolest jetre
Policistična bolest jetre jedna je od policističnih bolest naslednog tipa, u kojoj postoji više cista (> 20). Bolest je češća kod žene nego kod muškaraca (oko osam puta češća). Najveći broj pacijenata je bez simptoma, kod kojih se bolest otkriva slučajno tokom rutinskih pregleda. Međutim kod oko 8% bolesnika razvija se čitav niz simptoma izazvan rastom ciste i njihove kompresije na susedne strukture.
Bolest je najčešće udružena sa cistama na bubrezima (policistična bolest bubrega), plućima, ili pankreasu.
Za razliku od nekih infektivnih cisti jetre npr. ehinokokoze jetre, u policističnoj bolesti jetre ne postoji prisustvo infektivni uzročnika, jer je bolest posledica nasledna predispozicije.

## Klinička slika
Klonička slika varira u zavisnosti od veličine, lokalizacija i broja cisti na jetri. Najveći broj pacijenata, je bez simptoma i ne zna da boluje od ove bolesti. Međutim (najčešće) tokom četvrte decenije života mogu se pojaviti sledeći simptomi i znaci:
- bol u gornjem levom predelu trbuha
- nadimanje trbuha
- poremećaji varenja sa masnim i smrdljivim stolicama
- proliv
- mučnina i povraćanje
- umor i malaksalost
- otoci šaka i stopala, kao i simptomi i znaci neuhranjenosti

## Diferencijalna dijagnoza
Kako često klinički i simptomi i znaci mogu ličiti na zapaljenski proces žučne kesice, mogu nastati greške prilikom postavljanja tačne dijagnoze

## Terapija
Mnogi pacijenti su asimptomatski i stoga nisu kandidati za operaciju. Za pacijente sa bolom ili komplikacijama izazvanih cistama, cilj lečenja je smanjenje veličine cista uz istovremeno zaštitu funkcionalnog parenhima jetre.

## Literatura
- Poulose BK, Holzman MD (2017). „The spleen”.  Ур.: Townsend CM, Beauchamp RD, Evers BM, Mattox KL,. Sabiston Textbook of Surgery. (20th изд.). Philadelphia, PA: Elsevier.:chap 56.

## Spoljašnje veze
|  | Molimo Vas, obratite pažnju na važno upozorenje u vezi sa temama iz oblasti medicine (zdravlja). |